# Craigmont
Craigmont é uma cidade localizada no estado americano de Idaho, no Condado de Lewis.

## Demografia
Segundo o censo americano de 2000, a sua população era de 556 habitantes.
Em 2006, foi estimada uma população de 547, um decréscimo de 9 (-1.6%).

## Geografia
De acordo com o United States Census Bureau tem uma área de
1,9 km², dos quais 1,9 km² cobertos por terra e 0,0 km² cobertos por água. Craigmont localiza-se a aproximadamente 1160 m acima do nível do mar.

## Localidades na vizinhança
O diagrama seguinte representa as localidades num raio de 24 km ao redor de Craigmont.